# Baljevac
Baljevac (szerbül: Баљевац), település Szerbiában, a Raškai körzethez tartozó Raška községben.

## Népesség
- 1948-ban 1 111 lakosa volt.
- 1953-ban 1 341 lakosa volt.
- 1961-ben 1 568 lakosa volt.
- 1971-ben 1 502 lakosa volt.
- 1981-ben 1 707 lakosa volt.
- 1991-ben 1 614 lakosa volt.
- 2002-ben 1 636 lakosa volt, akik közül 1 613 szerb (98,59%), 9 montenegrói, 7 muzulmán, 2 német, 1 horvát és 3 ismeretlen.